# Simplicia tonsealis
Simplicia tonsealis là một loài bướm đêm trong họ Noctuidae.